# Atletica leggera ai Giochi della XXXIII Olimpiade - Decathlon
Ai Giochi della XXXIII Olimpiade la prova di  Decathlon si è svolta nei giorni 2 e 3 agosto 2024 presso lo Stade de France di Parigi.

## Presenze ed assenze dei campioni in carica
| Competizione         | Atleta           | Prestazione | Parigi 2024 |
| -------------------- | ---------------- | ----------- | ----------- |
| Olimpiadi 2020       | Damian Warner    | 9018 p.     | Presente    |
| Africani 2022        | Larbi Bourrada   | 7776 p.     | Non qual.   |
| Commonwealth 2022    | Lindon Victor    | 8233 p.     | Presente    |
| Asiatici 2022        | Sun Qihao        | 7816 p.     | Non qual.   |
| Panamericani 2023    | Santiago Ford    | 7834 p.     | Non qual.   |
| Mondiali 2023        | Pierce LePage    | 8909 p.     | Infortunato |
| Europei 2024         | Johannes Erm     | 8764 p.     | Presente    |
|                      |                  |             |             |
| Mondiali junior 2022 | Gabriel Emmanuel | 7860 p.     | Non qual.   |

Graduatoria mondiale
In base alla classifica della Federazione mondiale, le migliori atlete iscritte alla gara erano le seguenti:
| Pos. | Atleta         | Punti | Note |
| ---- | -------------- | ----- | ---- |
| 1    | Damian Warner  | 1387  |      |
| 2    | Leo Neugebauer | 1373  |      |
| 3    | Karel Tilga    | 1359  |      |

## Le dieci prove

Video dei 1500 metri

Ora locale (UTC+2)
| Data     | Ora                           | Gara                                                                               |
| -------- | ----------------------------- | ---------------------------------------------------------------------------------- |
| 2 agosto | 10:05 10:55 12:15 18:00 20:50 | 100 metri Salto in lungo Getto del peso Salto in alto 400 metri                    |
| 3 agosto | 10:05 10:55 13:40 19:10 21:45 | 110 m ostacoli Lancio del disco Salto con l'asta Lancio del giavellotto 1500 metri |

## Risultati

### Tutte le prove
- Il punteggio più alto ottenuto in ciascuna prova.[3]

| Record mondiale      | Kevin Mayer    | 9126 p. | Talence | 16 settembre 2018 |
| Record olimpico      | Damian Warner  | 9018 p. | Tokyo   | 5 agosto 2021     |
| Capolista stagionale | Leo Neugebauer | 8961 p. | Eugene  | 6 giugno 2024     |

| Pos.    | Atleta                | Paese       | Totale           | 100 m      | Lungo     | Peso      | Alto     | 400 m      | 110 hs     | Disco     | Asta      | Giavell.   | 1500 m      |
| ------- | --------------------- | ----------- | ---------------- | ---------- | --------- | --------- | -------- | ---------- | ---------- | --------- | --------- | ---------- | ----------- |
| Oro     | Markus Rooth          | Norvegia    | 8796 p.          | 926 10"71  | 1010 7,80 | 805 15,25 | 794 1,99 | 924 47"69  | 942 14"25  | 866 49,80 | 1004 5,30 | 842 66,87  | 683 4'39"56 |
| Argento | Leo Neugebauer        | Germania    | 8748 p.          | 935 10"67  | 1056 7,98 | 885 16,55 | 850 2,05 | 924 47"70  | 910 14"51  | 940 53,33 | 910 5,00  | 687 56,64  | 651 4'44"67 |
| Bronzo  | Lindon Victor         | Grenada     | 8711 p. TR39.8.3 | 961 10"56  | 930 7,48  | 833 15,71 | 822 2,02 | 917 47"84  | 896 14"62  | 952 53,91 | 880 4,90  | 862 68,22  | 658 4'43"53 |
| 4       | Sven Roosen           | Paesi Bassi | 8607 p.          | 970 10"52  | 950 7,56  | 796 15,10 | 687 1,87 | 988 46"40  | 976 13"99  | 806 46,88 | 819 4,70  | 794 63,72  | 821 4'18"55 |
| 5       | Janek Õiglane         | Estonia     | 8572 p.          | 885 10"89  | 874 7,25  | 764 14,58 | 794 1,99 | 908 48"02  | 917 14"45  | 734 43,39 | 1004 5,30 | 918 71,89  | 774 4'25"59 |
| 6       | Johannes Erm          | Estonia     | 8569 p. ·        | 942 10"64  | 975 7,66  | 766 14,61 | 878 2,08 | 949 47"19  | 930 14"35  | 793 46,29 | 790 4,60  | 732 59,58  | 814 4'19"71 |
| 7       | Harrison Williams     | Stati Uniti | 8538 p.          | 947 10"62  | 915 7,42  | 830 15,66 | 767 1,96 | 973 46"71  | 939 14"28  | 806 46,91 | 941 5,10  | 606 51,17  | 814 4'19"58 |
| 8       | Niklas Kaul           | Germania    | 8445 p.          | 786 11"34  | 835 7,09  | 743 14,24 | 822 2,02 | 855 49"13  | 907 14"53  | 793 46,28 | 849 4,80  | 1009 77,78 | 846 4'15"00 |
| 9       | Ayden Owens-Delerme   | Porto Rico  | 8437 p.          | 1011 10"35 | 975 7,66  | 800 15,17 | 822 2,02 | 1000 46"17 | 963 14"09  | 733 43,36 | 849 4,80  | 606 51,17  | 678 4'40"39 |
| 10      | Heath Baldwin         | Stati Uniti | 8422 p.          | 881 10"91  | 905 7,38  | 758 14,48 | 963 2,17 | 859 49"04  | 969 14"04  | 739 43,66 | 819 4,70  | 853 67,59  | 676 4'40"67 |
| 11      | Karel Tilga           | Estonia     | 8377 p.          | 858 11"01  | 852 7,16  | 844 15,88 | 794 1,99 | 877 48"67  | 891 14"66  | 873 50,13 | 819 4,70  | 801 64,16  | 768 4'26"41 |
| 12      | Makenson Gletty       | Francia     | 8309 p.          | 924 10"72  | 838 7,10  | 891 16,64 | 794 1,99 | 934 47"48  | 980 13"96  | 788 46,03 | 819 4,70  | 633 53,02  | 708 4'35"58 |
| 13      | Ken Mullings          | Bahamas     | 8226 p.          | 952 10"60  | 900 7,36  | 740 14,19 | 822 2,02 | 841 49"43  | 1014 13"70 | 789 46,07 | 849 4,80  | 735 59,83  | 584 4'55"84 |
| 14      | José Fernando Santana | Brasile     | 8213 p.          | 938 10"66  | 871 7,24  | 727 13,97 | 740 1,93 | 872 48"78  | 975 14"00  | 723 42,86 | 849 4,80  | 898 70,58  | 620 4'49"73 |
| 15      | Till Steinforth       | Germania    | 8170 p.          | 970 10"52  | 962 7,61  | 726 13,96 | 767 1,96 | 911 47"96  | 927 14"37  | 717 42,59 | 819 4,70  | 725 59,14  | 646 4'45"43 |
| 16      | Rik Taam              | Paesi Bassi | 8046 p.          | 942 10"64  | 878 7,27  | 745 14,27 | 740 1,93 | 922 47"73  | 876 14"78  | 651 39,31 | 819 4,70  | 694 57,08  | 779 4'24"82 |
| 17      | Zachery Ziemek        | Stati Uniti | 7983 p.          | 952 10"60  | 781 6,86  | 792 15,03 | 767 1,96 | 779 50"79  | 836 15"11  | 872 50,08 | 910 5,00  | 694 57,05  | 600 4'53"17 |
| 18      | Sander Skotheim       | Norvegia    | 7757 p.          | 910 10"78  | 1068 8,03 | 747 14,31 | 906 2,11 | 957 47"02  | 955 14"15  | 783 45,77 | 0 nm      | 735 59,79  | 696 4'37"49 |
| 19      | Daniel Golubovic      | Australia   | 7566 p.          | 791 11"32  | 720 6,60  | 722 13,89 | 740 1,93 | 798 50"37  | 831 15"15  | 760 44,65 | 790 4,60  | 728 59,33  | 686 4'39"02 |
| 20      | Jorge Ureña           | Spagna      | 7096 p.          | 890 10"87  | 826 7,05  | 714 13,77 | 767 1,96 | 905 48"08  | 937 14"29  | 683 40,92 | 0 nm      | 707 57,93  | 667 4'42"18 |
| –       | Damian Warner         | Canada      | 6540 dnf         | 1035 10"25 | 1010 7,80 | 756 14,45 | 822 2,02 | 941 47"34  | 1024 13"62 | 843 48,68 | 0 nm      | dns        | dns         |
| –       | Ashley Moloney        | Australia   | 2479 dnf         | 961 10"56  | 826 7,05  | 692 13,40 | dns      | dns        | dns        | dns       | dns       | dns        | dns         |